# Lijst van vlinders van Europa
Dit is een lijst van in Europa voorkomende vlinders (orde Lepidoptera).
Voor het hoofdartikel over Lepidoptera, zie:
- Vlinders

Voor gerelateerde lijsten, zie:
- Lijst van vlinders
- Lijst van vlinders in Nederland
- Lijst van vlinders waarvan het wijfje niet kan vliegen
- Nederlandse Rode lijst (dagvlinders)
- Lijst van trekvlinders in Nederland

## Onderorde:Zeugloptera

#### Familie:Micropterigidae(Oermotten)
1 soort
| Nederlandse naam | Wetenschappelijke naam | Vliegtijd | Benelux | Kleurindruk |
| ---------------- | ---------------------- | --------- | ------- | ----------- |
|                  | Micropterix calthella  | nacht     |         |             |

## Onderorde:Monotrysia

### Superfamilie:Incurvarioidea

#### Familie:Incurvariidae(Langsprietmotten)
3 soorten
| Nederlandse naam      | Wetenschappelijke naam     | Vliegtijd | Benelux | Kleurindruk |
| --------------------- | -------------------------- | --------- | ------- | ----------- |
|                       | Alloclemensia mesospilella | nacht     |         |             |
|                       | Adela reaumurella          | nacht     |         |             |
|                       | Incurvaria circulella      | nacht     |         |             |
|                       | Incurvaria koerneriella    | nacht     |         |             |
|                       | Incurvaria masculella      | nacht     |         |             |
|                       | Incurvaria oehlmanniella   | nacht     |         |             |
|                       | Incurvaria pectinea        | nacht     |         |             |
|                       | Incurvaria praelatella     | nacht     |         |             |
|                       | Incurvaria ploessli        | nacht     |         |             |
|                       | Incurvaria triglavensis    | nacht     |         |             |
|                       | Incurvaria vetulella       | nacht     |         |             |
| Geelbandlangsprietmot | Nemophora degeerella       | nacht     |         |             |
|                       | Nemophora metallica        | nacht     |         |             |
|                       | Phylloporia bistrigella    | nacht     |         |             |
|                       | Paraclemensia cyanella     | nacht     |         |             |
|                       | Vespina slovaciella        | nacht     |         |             |

## Onderorde:Ditrysia

### Superfamilie:Pterophoroidea

#### Familie:Pterophoridae(Vedermotten)
2 soorten
| Nederlandse naam       | Wetenschappelijke naam   | Vliegtijd | Benelux | Kleurindruk |
| ---------------------- | ------------------------ | --------- | ------- | ----------- |
| Vijfvingerige vedermot | Pterophorus pentadactyla | nacht     |         |             |
|                        | Platyptilia gonodactyla  | nacht     |         |             |

#### Familie:Tortricidae(Bladrollers)
5 soorten
| Nederlandse naam       | Wetenschappelijke naam  | Vliegtijd | Benelux | Kleurindruk |
| ---------------------- | ----------------------- | --------- | ------- | ----------- |
| Grote appelbladroller  | Archips podana          | nacht     |         |             |
| Anjermot               | Cacoecimorpha pronubana | nacht     |         |             |
| Erwtenbladroller       | Cydia nigricana         | nacht     |         |             |
| Fruitmot               | Cydia pomonella         | nacht     |         |             |
| Groene knopbladroller  | Hedya nubiferana        | nacht     |         |             |
|                        | Olethreutes arcuella    | nacht     |         |             |
| Dennelotvlinder        | Rhyacionia buoliana     | nacht     |         |             |
| Groene eikenbladroller | Tortrix viridana        | nacht     |         |             |

### Superfamilie:Yponomeutioidea

#### Familie:Yponomeutidae(Stippelmotten)
4 soorten
| Nederlandse naam    | Wetenschappelijke naam | Vliegtijd | Benelux | Kleurindruk |
| ------------------- | ---------------------- | --------- | ------- | ----------- |
| Vogelkersstippelmot | Yponomeuta evonymella  | nacht     |         |             |
| Meidoornstippelmot  | Yponomeuta padella     | nacht     |         |             |
|                     | Retinia resinella      | nacht     |         |             |
| Koolmot             | Plutella xylostella    | nacht     |         |             |

### Superfamilie:Tineoidea

#### Familie:Gracillariidae(Mineermotten)
1 soort
| Nederlandse naam         | Wetenschappelijke naam | Vliegtijd | Benelux | Kleurindruk |
| ------------------------ | ---------------------- | --------- | ------- | ----------- |
| Paardenkastanjemineermot | Cameraria ochridella   | nacht     |         |             |

#### Familie:Tineidae(Echte motten)
| Nederlandse naam | Wetenschappelijke naam | Vliegtijd | Benelux | Kleurindruk |
| ---------------- | ---------------------- | --------- | ------- | ----------- |
| Tapijtmot        | Trichophaga tapetzella | dag       | B, NL   | Grijs       |

##### Onderfamilie:Tineinae
2 soorten
| Nederlandse naam | Wetenschappelijke naam | Vliegtijd | Benelux | Kleurindruk |
| ---------------- | ---------------------- | --------- | ------- | ----------- |
| Pelsmot          | Tinea paleonella       | nacht     |         |             |
| Kleermot         | Tineola bisseliella    | nacht     |         |             |

#### Familie:Psychidae(Zakjesdragers)
5 soorten
| Nederlandse naam | Wetenschappelijke naam | Vliegtijd | Benelux | Kleurindruk |
| ---------------- | ---------------------- | --------- | ------- | ----------- |
|                  | Narycia duplicella     | nacht     |         |             |
|                  | Melasina cilaris       | nacht     |         |             |

##### Onderfamilie:Psychinae
| Nederlandse naam | Wetenschappelijke naam | Vliegtijd | Benelux | Kleurindruk |
| ---------------- | ---------------------- | --------- | ------- | ----------- |
|                  | Psyche casta           | nacht     |         |             |

##### Onderfamilie:Oiketicinae
| Nederlandse naam | Wetenschappelijke naam | Vliegtijd | Benelux | Kleurindruk |
| ---------------- | ---------------------- | --------- | ------- | ----------- |
|                  | Canephora hirsuta      | nacht     |         |             |
|                  | Apterone helcoidella   | nacht     |         |             |

### Superfamilie:Pyraloidea

#### Familie:Pyralidae(Snuit- of Lichtmotten)
13 soorten

##### Onderfamilie:Nymphulinae
| Nederlandse naam  | Wetenschappelijke naam | Vliegtijd | Benelux | Kleurindruk |
| ----------------- | ---------------------- | --------- | ------- | ----------- |
| Waterlelievlinder | Elophila nymphaeata    | nacht     |         |             |
| Hommelmot         | Aphomia sociella       | nacht     |         |             |
| (Late koolmot)    | Evergestis forficalis  | nacht     |         |             |
| Egelskopmot       | Nymphula stagnata      | nacht     |         |             |
|                   | Nymphula nymphaeata    | nacht     |         |             |
| Gewone netelmot   | Pleuroptya ruralis     | nacht     |         |             |
| Kroosvlindertje   | Cataclysta lemnata     | nacht     |         |             |
|                   | Acentria ephemerella   | nacht     |         |             |

##### Onderfamilie:Pyraustinae
| Nederlandse naam    | Wetenschappelijke naam | Vliegtijd | Benelux | Kleurindruk |
| ------------------- | ---------------------- | --------- | ------- | ----------- |
| Bonte brandnetelmot | Anania hortulata       | nacht     |         |             |

##### Onderfamilie:Crambinae
| Nederlandse naam | Wetenschappelijke naam | Vliegtijd | Benelux | Kleurindruk |
| ---------------- | ---------------------- | --------- | ------- | ----------- |
|                  | Crambus lathoniellus   | nacht     |         |             |
|                  | Crambus pascuella      | nacht     |         |             |

##### Onderfamilie:Galleriinae
| Nederlandse naam | Wetenschappelijke naam | Vliegtijd | Benelux | Kleurindruk |
| ---------------- | ---------------------- | --------- | ------- | ----------- |
| Kleine wasmot    | Achroia grisella       | nacht     |         |             |

##### Onderfamilie:Phycitinae
| Nederlandse naam | Wetenschappelijke naam | Vliegtijd | Benelux | Kleurindruk |
| ---------------- | ---------------------- | --------- | ------- | ----------- |
| Indische meelmot | Plodia interpunctella  | nacht     |         |             |

#### Familie:Crambidae(Grasmotten)
| Nederlandse naam     | Wetenschappelijke naam | Vliegtijd | Benelux | Kleurindruk |
| -------------------- | ---------------------- | --------- | ------- | ----------- |
|                      | Acentria ephemerella   | nacht     |         |             |
|                      | Agriphila geniculea    | nacht     |         |             |
|                      | Agriphila inquinatella | nacht     |         |             |
| Europese maisboorder | Ostrinia nubilalis     | nacht     |         |             |

### Superfamilie:Gelechioidea

#### Familie:Coleophoridae(Rupsenzakjes, Koker- of Zakmotten)
1 soort
| Nederlandse naam | Wetenschappelijke naam     | Vliegtijd | Benelux | Kleurindruk |
| ---------------- | -------------------------- | --------- | ------- | ----------- |
|                  | Coleophora galbulipennella | dag       |         | Grijsbruin  |

### Superfamilie:Cossoidea

#### Familie:Cossidae(Houtboorders)
2 soorten

##### Onderfamilie:Cossinae
| Nederlandse naam  | Wetenschappelijke naam | Vliegtijd | Benelux | Kleurindruk |
| ----------------- | ---------------------- | --------- | ------- | ----------- |
| Wilgenhoutvlinder | Cossus cossus          | nacht     |         |             |
| Rouwvlinder       | Zeuzera pyrina         | nacht     |         |             |

### Superfamilie:Sesioidea

#### Familie:Sesiidae(Wespvlinders)
9 soorten

##### Onderfamilie:Sesiinae
| Nederlandse naam            | Wetenschappelijke naam          | Vliegtijd | Benelux | Kleurindruk |
| --------------------------- | ------------------------------- | --------- | ------- | ----------- |
| Hoornaarvlinder             | Sesia apiformis                 | nacht     |         |             |
| Gekraagde wespvlinder       | Sesia bembeciformis             | nacht     |         |             |
| Klaverwespvlinder           | Bembecia ichneumoniformis       | nacht     |         |             |
| Wolfsmelkwespvlinder        | Chamaesphecia tenthrediniformis | nacht     |         |             |
| Schijn-wolfsmelkwespvlinder | Chamaesphecia empiformis        | nacht     |         |             |
| Wilgenwespvlinder           | Synanthedon formicaeformis      | nacht     |         |             |
|                             | Synanthedon stomoxiformis       | nacht     |         |             |
|                             | Pyropteron chrysidiformis       | nacht     |         |             |

##### Onderfamilie:Tinthiinae
| Nederlandse naam     | Wetenschappelijke naam  | Vliegtijd | Benelux | Kleurindruk |
| -------------------- | ----------------------- | --------- | ------- | ----------- |
| Frambozenglasvlinder | Pennisetia hylaeiformis | nacht     |         |             |

### Superfamilie:Geometroidea

#### Familie:Geometridae(Spanners)
53 soorten

##### Onderfamilie:Archiearinae
| Nederlandse naam     | Wetenschappelijke naam | Vliegtijd | Benelux | Kleurindruk |
| -------------------- | ---------------------- | --------- | ------- | ----------- |
| Oranje berkenspanner | Archiearis parthenias  | nacht     |         |             |

##### Onderfamilie:Ennominae
| Nederlandse naam                      | Wetenschappelijke naam   | Vliegtijd | Benelux | Kleurindruk |
| ------------------------------------- | ------------------------ | --------- | ------- | ----------- |
| Bonte bessenvlinder                   | Abraxas grossulariata    | nacht     |         |             |
| Variabele spikkelspanner              | Alcis repandata          | nacht     |         |             |
| Voorjaarsboomspanner/Voorjaarsspanner | Alsophila aescularia     | nacht     |         |             |
| Seringenvlinder                       | Apeira syringaria        | nacht     |         |             |
|                                       | Apocheima pilosaria      | nacht     |         |             |
| Peper-en-zoutvlinder                  | Biston betularia         | nacht     |         |             |
| Dennenspanner                         | Bupalus piniaria         | nacht     |         |             |
| Appeltak                              | Campaea margaritata      | nacht     |         |             |
| Gestreepte goudspanner                | Camptogramma bilineata   | nacht     |         |             |
| Klaverspanner                         | Chiasma clathrata        | nacht     |         |             |
| Oranje bruinbandspanner               | Cidaria fulvata          | nacht     |         |             |
| Gepluimde spanner                     | Colotois pennaria        | nacht     |         |             |
| Gewone heispanner                     | Ematurga atomaria        | nacht     |         |             |
| Grote wintervlinder                   | Erannis defoliaria       | nacht     |         |             |
| Bessentakvlinder                      | Eulithis mellinata       | nacht     |         |             |
| Zwartvlekdwergspanner                 | Eupithecia centaureata   | nacht     |         |             |
| Vingerhoedskruiddwergspanner          | Eupithecia pulchellata   | nacht     |         |             |
| Silenedwergspanner                    | Eupithecia venosata      | nacht     |         |             |
| Gewone dwergspanner                   | Eupithecia vulgata       | nacht     |         |             |
| Zwartkamdwergspanner                  | Gymnoscelis rufifasciata | nacht     |         |             |
| Tere zomervlinder                     | Hemistola chrysoprasaria | nacht     |         |             |
| Kleine zomervlinder                   | Hemithea aestivaria      | nacht     |         |             |
| Grijze stipspanner                    | Idaea aversata           | nacht     |         |             |
| Melkwitte zomervlinder                | Jodis lactearia          | nacht     |         |             |
| Dunvlerkspanner                       | Lycia hirtaria           | nacht     |         |             |
| Getande spanner                       | Odontopera bidentata     | nacht     |         |             |
| Hagendoornvlinder                     | Opisthograptis luteolata | nacht     |         |             |
| Vliervlinder                          | Ourapteryx sambucaria    | nacht     |         |             |
| Groene dwergspanner                   | Pasiphila rectangulata   | nacht     |         |             |
| Taxusspikkelspanner                   | Peribatodes rhomboidaria | nacht     |         |             |
| Lindeknotsvlinder                     | Plagodis dolabraria      | nacht     |         |             |
| Boterbloempje                         | Pseudopanthera macularia | nacht     |         |             |
|                                       | Pseudoterpna pruinata    | nacht     |         |             |
| Speerpuntspanner                      | Rheumaptera hastata      | nacht     |         |             |
| Gegolfde spanner                      | Rheumaptera undulata     | nacht     |         |             |
| Herculesje                            | Selenia dentaria         | nacht     |         |             |
| Halvemaanvlinder                      | Selenia tetralunaria     | nacht     |         |             |
| Naaldboomspanner                      | Thera obeliscata         | nacht     |         |             |
| Meidoornspanner                       | Theria primaria          | nacht     |         |             |
|                                       | Theria rupicapraria      | nacht     |         |             |
| Lieveling                             | Timandra comai           | nacht     |         |             |
|                                       | Timandra griseata        | nacht     |         |             |
| Zwartbandspanner                      | Xanthorhoe fluctuata     | nacht     |         |             |

##### Onderfamilie:Larentiinae
| Nederlandse naam        | Wetenschappelijke naam  | Vliegtijd | Benelux | Kleurindruk |
| ----------------------- | ----------------------- | --------- | ------- | ----------- |
| Grote boomspanner       | Triphosa dubitata       | nacht     |         |             |
| Rouwspanner             | Odezia atrata           | nacht     |         |             |
| Kleine groenbandspanner | Colostygia pectinataria | nacht     |         |             |
| Kleine wintervlinder    | Operophtera brumata     | nacht     |         |             |

##### Onderfamilie:?
| Nederlandse naam | Wetenschappelijke naam | Vliegtijd | Benelux | Kleurindruk |
| ---------------- | ---------------------- | --------- | ------- | ----------- |
| Porseleinvlinder | Calospilos sylvata     | nacht     |         |             |

##### Onderfamilie:Geometrinae
| Nederlandse naam | Wetenschappelijke naam | Vliegtijd | Benelux | Kleurindruk |
| ---------------- | ---------------------- | --------- | ------- | ----------- |
| Zomervlinder     | Geometra papilionaria  | nacht     |         |             |

##### Onderfamilie:Sterrhinae
| Nederlandse naam       | Wetenschappelijke naam | Vliegtijd | Benelux | Kleurindruk |
| ---------------------- | ---------------------- | --------- | ------- | ----------- |
| Gestippelde oogspanner | Cyclophora punctaria   | nacht     |         |             |

##### Onderfamilie:?
| Nederlandse naam | Wetenschappelijke naam | Vliegtijd | Benelux | Kleurindruk |
| ---------------- | ---------------------- | --------- | ------- | ----------- |
| Alpenspanner     | Nyssia alpina          | nacht     |         |             |

### Superfamilie:Noctuioidea

#### Noctuidae(Uilen)
70 soorten

##### Onderfamilie:Acronictinae
| Nederlandse naam | Wetenschappelijke naam | Vliegtijd | Benelux | Kleurindruk |
| ---------------- | ---------------------- | --------- | ------- | ----------- |
| Elzenuil         | Acronicta alni         | nacht     |         |             |
| Schaapje         | Acronicta leporina     | nacht     |         |             |
| Schilddrager     | Acronicta megacephala  | nacht     |         |             |
| Psi-uil          | Acronicta psi          | nacht     |         |             |
| Zuringuil        | Acronicta rumicis      | nacht     |         |             |
| Drietand         | Acronicta tridens      | nacht     |         |             |
| Bont schaapje    | Acronicta aceris       | nacht     |         |             |

##### Onderfamilie:Pantheinae
| Nederlandse naam  | Wetenschappelijke naam | Vliegtijd | Benelux | Kleurindruk |
| ----------------- | ---------------------- | --------- | ------- | ----------- |
| Schijn-nonvlinder | Panthea coenobita      | nacht     |         |             |

##### Onderfamilie:Hadeninae
| Nederlandse naam | Wetenschappelijke naam | Vliegtijd | Benelux | Kleurindruk |
| ---------------- | ---------------------- | --------- | ------- | ----------- |
| Dennenuil        | Panolis flammea        | nacht     |         |             |

##### Onderfamilie:Cucullinae
| Nederlandse naam | Wetenschappelijke naam  | Vliegtijd | Benelux | Kleurindruk |
| ---------------- | ----------------------- | --------- | ------- | ----------- |
|                  | Cucullia absinthii      | nacht     |         |             |
| Grauwe monnik    | Cucullia umbratica      | nacht     |         |             |
|                  | Cucullia verbasci       | nacht     |         |             |
| Kuifvlinder      | Shargacucullia verbasci | nacht     |         |             |

##### Onderfamilie:Chloephorinae
| Nederlandse naam | Wetenschappelijke naam | Vliegtijd | Benelux | Kleurindruk |
| ---------------- | ---------------------- | --------- | ------- | ----------- |
|                  | Pseudoips fagana       | nacht     |         |             |
| Gele groenuil    | Pseudoips prasinana    | nacht     |         |             |

##### Onderfamilie:Ipimorphinae
| Nederlandse naam | Wetenschappelijke naam | Vliegtijd | Benelux | Kleurindruk |
| ---------------- | ---------------------- | --------- | ------- | ----------- |
| Zwart weeskind   | Mormo maura            | nacht     |         |             |
| Gevlamde uil     | Actinotia polyodon     | nacht     |         |             |
| Agaatvlinder     | Phlogophora meticulosa | nacht     |         |             |
| Wilgengouduil    | Xanthia togata         | nacht     |         |             |

##### Onderfamilie:Catocalinae
| Nederlandse naam | Wetenschappelijke naam | Vliegtijd | Benelux | Kleurindruk |
| ---------------- | ---------------------- | --------- | ------- | ----------- |
| Blauw weeskind   | Catocala fraxini       | nacht     |         |             |
| Rood weeskind    | Catocala nupta         | nacht     |         |             |
| Mi-vlinder       | Callistege mi          | nacht     |         |             |
| Bruine daguil    | Euclidia glyphica      | nacht     |         |             |

##### Onderfamilie:Plusiinae
| Nederlandse naam | Wetenschappelijke naam | Vliegtijd | Benelux | Kleurindruk |
| ---------------- | ---------------------- | --------- | ------- | ----------- |
| Gamma-uil        | Autographa gamma       | nacht     |         |             |
| Jota-uil         | Autographa jota        | nacht     |         |             |
| Donkere jota-uil | Autographa pulchrina   | nacht     |         |             |
| Koperuil         | Diachrysia chrysitis   | nacht     |         |             |
| Grote koperuil   | Diachrysia chryson     | nacht     |         |             |
| Akelei-uil       | Lamprotes c-aureum     | nacht     |         |             |

##### Onderfamilie:Scoliopteryginae
| Nederlandse naam | Wetenschappelijke naam | Vliegtijd | Benelux | Kleurindruk |
| ---------------- | ---------------------- | --------- | ------- | ----------- |
| Roestvlekvlinder | Scoliopteryx libatrix  | nacht     |         |             |

##### Onderfamilie:Noctuinae
| Nederlandse naam        | Wetenschappelijke naam  | Vliegtijd | Benelux | Kleurindruk |
| ----------------------- | ----------------------- | --------- | ------- | ----------- |
|                         | Abrostola trigemina     | nacht     |         |             |
| Gewone worteluil        | Agrotis exclamationis   | nacht     |         |             |
| Puta-uil                | Agrotis puta            | nacht     |         |             |
| Gewone velduil          | Agrotis segetum         | nacht     |         |             |
| Meidoornuil             | Allophyes oxyacanthae   | nacht     |         |             |
| Piramidevlinder         | Amphipyra pyramidea     | nacht     |         |             |
|                         | Anarta myrtilli         | nacht     |         |             |
| Graswortelvlinder       | Apamea monoglypha       | nacht     |         |             |
| Houtspaander            | Axylia putris           | nacht     |         |             |
| Kromzitter              | Brachionycha sphinx     | nacht     |         |             |
| Erwtenuil               | Ceramica pisi           | nacht     |         |             |
| Bonte grasuil           | Cerapteryx graminis     | nacht     |         |             |
|                         | Cerastis rubricosa      | nacht     |         |             |
| Hazelaaruil             | Colocasia coryli        | nacht     |         |             |
| Bosbesuil               | Conistra vaccinii       | nacht     |         |             |
| Hyena                   | Cosmia trapezina        | nacht     |         |             |
| Lichte korstmosuil      | Cryphia domestica       | nacht     |         |             |
|                         | Dicestra trifolii       | nacht     |         |             |
| Vogelwiekje             | Dypterygia scabriuscula | nacht     |         |             |
| Levervlek               | Euplexia lucipara       | nacht     |         |             |
| Wachtervlinder          | Eupsilia transversa     | nacht     |         |             |
| Rookkleurige uil        | Euxoa nigricans         | nacht     |         |             |
|                         | Gortyna flavago         | nacht     |         |             |
| Katoendaguil            | Helicoverpa armigera    | nacht     |         |             |
| Aardappelstengelboorder | Hydraecia micacea       | nacht     |         |             |
| Bruine snuituil         | Hypena proboscidalis    | nacht     |         |             |
| Groente-uil             | Lacanobia oleracea      | nacht     |         |             |
| Granietuil              | Lycophotia porphyrea    | nacht     |         |             |
| Kooluil                 | Mamestra brassicae      | nacht     |         |             |
| Perzikkruiduil          | Melanchra persicariae   | nacht     |         |             |
| Bleke grasuil           | Mythimna pallens        | nacht     |         |             |
|                         | Naenia typica           | nacht     |         |             |
| Volgeling               | Noctua comes            | nacht     |         |             |
| Breedbandhuismoeder     | Noctua fimbriata        | nacht     |         |             |
| Huismoeder              | Noctua pronuba          | nacht     |         |             |
| Haarbos                 | Ochropleura plecta      | nacht     |         |             |
| Nunvlinder              | Orthosia gothica        | nacht     |         |             |
| Variabele voorjaarsuil  | Orthosia incerta        | nacht     |         |             |
|                         | Orthosia stabilis       | nacht     |         |             |
| Gelduil                 | Polychrysia moneta      | nacht     |         |             |
|                         | Polypogon tarsipennalis | nacht     |         |             |
| Geelvleugeluil          | Thalpophila matura      | nacht     |         |             |
| Zwarte-c-uil            | Xestia c-nigrum         | nacht     |         |             |
| Vierkantvlekuil         | Xestia xantographa      | nacht     |         |             |
| Roetvlek                | Xylena exsoleta         | nacht     |         |             |
|                         | Xylena vetusta          | nacht     |         |             |

##### Onderfamilie:Acontiinae
| Nederlandse naam  | Wetenschappelijke naam | Vliegtijd | Benelux | Kleurindruk |
| ----------------- | ---------------------- | --------- | ------- | ----------- |
| Donkere marmeruil | Protodeltote pygarga   | nacht     |         |             |
| Panteruiltje      | Emmelia trabealis      | nacht     |         |             |

#### Familie:Notodontidae(Tandvlinders)
13 soorten

##### Onderfamilie:Notodontinae
| Nederlandse naam        | Wetenschappelijke naam | Vliegtijd | Benelux | Kleurindruk |
| ----------------------- | ---------------------- | --------- | ------- | ----------- |
| Hermelijnvlinder        | Cerura vinula          | nacht     |         |             |
|                         | Diloba caeruleocephala | nacht     |         |             |
|                         | Harpyia bifida         | nacht     |         |             |
| Dromedaris (vlinder)    | Notodonta dromedarius  | nacht     |         |             |
| Kameeltje               | Notodonta ziczac       | nacht     |         |             |
| Eikentandvlinder        | Peridea anceps         | nacht     |         |             |
| Wapendrager             | Phalera bucephala      | nacht     |         |             |
| Berkenbrandvlerkvlinder | Pheosia gnoma          | nacht     |         |             |
| Brandvlerkvlinder       | Pheosia treumula       | nacht     |         |             |
| Snuitvlinder            | Pterostoma palpina     | nacht     |         |             |
| Kroonvogeltje           | Ptilodon capucina      | nacht     |         |             |

##### Onderfamilie:Heterocampinae
| Nederlandse naam | Wetenschappelijke naam | Vliegtijd | Benelux | Kleurindruk |
| ---------------- | ---------------------- | --------- | ------- | ----------- |
| Eekhoorn         | Stauropus fagi         | nacht     |         |             |

##### Onderfamilie:Pygaerinae
| Nederlandse naam    | Wetenschappelijke naam | Vliegtijd | Benelux | Kleurindruk |
| ------------------- | ---------------------- | --------- | ------- | ----------- |
| Bruine wapendrager  | Clostera curtula       | nacht     |         |             |
| Donkere wapendrager | Clostera pigra         | nacht     |         |             |

##### Onderfamilie:Thaumetopoeinae
| Nederlandse naam    | Wetenschappelijke naam    | Vliegtijd | Benelux | Kleurindruk |
| ------------------- | ------------------------- | --------- | ------- | ----------- |
| Eikenprocessierups  | Thaumetopoea processionea | nacht     |         |             |
| Dennenprocessierups | Thaumetopoea pityocampa   | nacht     |         |             |

#### Familie:Lymantriidae(Plakkers)
7 soorten
| Nederlandse naam      | Wetenschappelijke naam | Vliegtijd | Benelux | Kleurindruk |
| --------------------- | ---------------------- | --------- | ------- | ----------- |
|                       | Dasychira pudibunda    | nacht     |         |             |
| Bastaardsatijnvlinder | Euproctis chrysorrhoea | nacht     |         |             |
| Donsvlinder           | Euproctis similis      | nacht     |         |             |
| Satijnvlinder         | Leucoma salicis        | nacht     |         |             |
| Plakker               | Lymantria dispar       | nacht     |         |             |
| Nonvlinder            | Lymantria monacha      | nacht     |         |             |
| Witvlakvlinder        | Orgyia antiqua         | nacht     |         |             |

#### Familie:Endromidae(Gevlamde vlinders of Berkenspinners)
1 soort
| Nederlandse naam | Wetenschappelijke naam | Vliegtijd | Benelux | Kleurindruk |
| ---------------- | ---------------------- | --------- | ------- | ----------- |
| Gevlamde vlinder | Endromis versicolora   | nacht     |         |             |

#### Familie:Arctiidae(Beren)
16 soorten
| Nederlandse naam      | Wetenschappelijke naam   | Vliegtijd | Benelux | Kleurindruk |
| --------------------- | ------------------------ | --------- | ------- | ----------- |
| Grote beer            | Arctia caja              | nacht     |         |             |
| Roomvlek              | Arctia villica           | nacht     |         |             |
| Bonte beer            | Callimorpha dominula     | nacht     |         |             |
| Roodbandbeer          | Diacrisia sannio         | nacht     |         |             |
| Mendicabeer           | Diaphora mendica         | nacht     |         |             |
| Glad beertje          | Eilema griseola          | nacht     |         |             |
| Plat beertje          | Eilema lurideola         | nacht     |         |             |
| Spaanse vlag          | Euplagia quadripunctaria | nacht     |         |             |
| Rozenblaadje          | Miltochrista miniata     | nacht     |         |             |
| Bleek beertje         | Nudaria mundana          | nacht     |         |             |
| Weegbreebeer          | Parasemia plantaginis    | nacht     |         |             |
| Kleine beer (vlinder) | Phragmatobia fuliginosa  | nacht     |         |             |
| Witte tijger          | Spilosoma lubricipeda    | nacht     |         |             |
| Gele tijger           | Spilosoma lutea          | nacht     |         |             |
| Sint-Jacobsvlinder    | Tyria jacobaeae          | nacht     |         |             |
| Prachtbeer            | Utetheisa pulchella      | nacht     |         |             |

#### Familie:Syntomidae
1 soort
| Nederlandse naam | Wetenschappelijke naam | Vliegtijd | Benelux | Kleurindruk |
| ---------------- | ---------------------- | --------- | ------- | ----------- |
| Phegeavlinder    | Amata phegea           | nacht     |         |             |

### Superfamilie:Zygaenoidea

#### Familie:Limacodidae(Slakrupsen)
1 soort
| Nederlandse naam | Wetenschappelijke naam | Vliegtijd | Benelux | Kleurindruk |
| ---------------- | ---------------------- | --------- | ------- | ----------- |
| Slakrups         | Apoda avellana         | nacht     |         |             |

#### Familie:Zygaenidae(St.-Jansvlinders)
6 soorten
| Nederlandse naam          | Wetenschappelijke naam | Vliegtijd | Benelux | Kleurindruk |
| ------------------------- | ---------------------- | --------- | ------- | ----------- |
| Metaalvlinder             | Adscita statices       | nacht     |         |             |
|                           | Zygaena ephialtes      | nacht     |         |             |
| Sint-Jansvlinder          | Zygaena filipendulae   | nacht     |         |             |
| Vijfvlek-Sint-Jansvlinder | Zygaena tripholii      | nacht     |         |             |
|                           | Zygaena occitanica     | nacht     |         |             |
|                           | Zygaena lavandulae     | nacht     |         |             |

### Superfamilie:Drepanoidea

#### Familie:Drepanidae(Eenstaartjes)
5 soorten
| Nederlandse naam | Wetenschappelijke naam | Vliegtijd | Benelux | Kleurindruk |
| ---------------- | ---------------------- | --------- | ------- | ----------- |
| Witte eenstaart  | Cilix glaucata         | nacht     |         |             |
| Gele eenstaart   | Drepana binaria        | nacht     |         |             |
| Beukeneenstaart  | Drepana cultraria      | nacht     |         |             |
| Berkeneenstaart  | Drepana falcatari      | nacht     |         |             |
| Bleke eenstaart  | Falcaria lacertinaria  | nacht     |         |             |
| Vuursteenvlinder | Habrosyne pyritoides   | nacht     |         |             |
| Peppel-orvlinder | Tethea ocularis        | nacht     |         |             |
| Braamvlinder     | Thyatira batis         | nacht     |         |             |

### Superfamilie:Sphingoidea

#### Familie:Sphingidae(Pijlstaarten)
18 soorten
| Nederlandse naam      | Wetenschappelijke naam   | Vliegtijd | Benelux | Kleurindruk |
| --------------------- | ------------------------ | --------- | ------- | ----------- |
| Doodshoofdvlinder     | Acherontia atropos       | nacht     |         |             |
| Windepijlstaart       | Agrius convolvuli        | nacht     |         |             |
| Oleanderpijlstaart    | Daphnis nerii            | nacht     |         |             |
| Groot avondrood       | Deilephila elpenor       | nacht     |         |             |
| Klein avondrood       | Deilephila porcellus     | nacht     |         |             |
| Glasvleugelpijlstaart | Hemaris fuciformis       | nacht     |         |             |
| Hommelvlinder         | Hemaris tityus           | nacht     |         |             |
| Wingerdpijlstaart     | Hippotion celerio        | nacht     |         |             |
| Wolfsmelkpijlstaart   | Hyles euphorbiae         | nacht     |         |             |
| Walstropijlstaart     | Hyles galii              | nacht     |         |             |
|                       | Hyles lineata            | nacht     |         |             |
| Dennenpijlstaart      | Hyloicus pinastri        | nacht     |         |             |
| Populierenpijlstaart  | Laothoe populi           | nacht     |         |             |
| Kolibrievlinder       | Macroglossum stellatarum | nacht     |         |             |
| Eikenpijlstaart       | Marumba quercus          | nacht     |         |             |
| Lindepijlstaart       | Mimas tiliae             | nacht     |         |             |
| Pauwoogpijlstaart     | Smerinthus ocellata      | nacht     |         |             |
| Ligusterpijlstaart    | Sphinx ligustri          | nacht     |         |             |

### Superfamilie:Bombycoidea

#### Familie:Saturniidae(Nachtpauwogen)
4 soorten
| Nederlandse naam   | Wetenschappelijke naam | Vliegtijd | Benelux | Kleurindruk |
| ------------------ | ---------------------- | --------- | ------- | ----------- |
| Tauvlinder         | Aglia tau              | nacht     |         |             |
|                    | Graellsia isabellae    | nacht     |         |             |
| Nachtpauwoog       | Saturnia pavonia       | nacht     |         |             |
| Grote nachtpauwoog | Saturnia pyri          | nacht     |         |             |

#### Familie:Lasiocampidae(Spinners)
8 soorten
| Nederlandse naam     | Wetenschappelijke naam  | Vliegtijd | Benelux | Kleurindruk |
| -------------------- | ----------------------- | --------- | ------- | ----------- |
| Dennenspinner        | Dendrolimus pini        | nacht     |         |             |
| Rietvink             | Euthrix potatoria       | nacht     |         |             |
| Eikenblad            | Gastropacha quercifolia | nacht     |         |             |
| Hageheld             | Lasiocampa quercus      | nacht     |         |             |
| Kleine hageheld      | Lasiocampa trifolii     | nacht     |         |             |
| Veelvraat            | Macrothylacia rubi      | nacht     |         |             |
| Ringelrups           | Malacosoma neustria     | nacht     |         |             |
| Zwarte herfstspinner | Poecilocampa populi     | nacht     |         |             |

### Superfamilie:Hesperioidea

#### Familie:Hesperiidae(Dikkopjes)
44 soorten
| Nederlandse naam                | Wetenschappelijke naam    | Vliegtijd | Benelux | Kleurindruk |
| ------------------------------- | ------------------------- | --------- | ------- | ----------- |
| Borbodikkopje                   | Borbo borbonica           | dag       |         | Grijsbruin  |
| Kaasjeskruiddikkopje            | Carcharodus alceae        | dag       | B, NL   | Grijsbruin  |
| Malrovedikkopje                 | Carcharodus baeticus      | dag       |         | Grijsbruin  |
| Pluimdikkopje                   | Carcharodus floccifera    | dag       |         | Grijsbruin  |
| Andoorndikkopje                 | Carcharodus lavatherae    | dag       |         | Grijsbruin  |
| Oostelijk andoorndikkopje       | Carcharodus orientalis    | dag       |         | Grijsbruin  |
| Woestijndikkopje                | Carcharodus stauderi      | dag       |         | Grijsbruin  |
| Bont dikkopje                   | Carterocephalus palaemon  | dag       | B, NL   | Oranjebruin |
| Geelbont dikkopje               | Carterocephalus silvicola | dag       |         | Oranjebruin |
| Zwartbruin dikkopje             | Erynnis marloyi           | dag       |         | Bruin       |
| Bruin dikkopje                  | Erynnis tages             | dag       | B, NL   | Bruin       |
| Groot kustdikkopje              | Gegenes nostradamus       | dag       |         | Grijsbruin  |
| Klein kustdikkopje              | Gegenes pumilio           | dag       |         | Grijsbruin  |
| Kommavlinder                    | Hesperia comma            | dag       | B, NL   | Oranjebruin |
| Spiegeldikkopje                 | Heteropterus morpheus     | dag       | B, NL   | Bruin       |
| Mozaiekdikkopje                 | Muschampia cribrellum     | dag       |         | Grijsbruin  |
| Klein brandkruiddikkopje        | Muschampia proto          | dag       |         | Grijsbruin  |
| Groot brandkruiddikkopje        | Muschampia tessellum      | dag       |         | Grijsbruin  |
| Groot dikkopje                  | Ochlodes venata           | dag       | B, NL   | Oranjebruin |
| Gierstdikkopje                  | Pelopidas thrax           | dag       |         | Grijsbruin  |
| Groot spikkeldikkopje           | Pyrgus alveus             | dag       | B       | Grijsbruin  |
| Bergspikkeldikkopje             | Pyrgus andromedae         | dag       |         | Grijsbruin  |
| Bretons spikkeldikkopje         | Pyrgus armoricanus        | dag       | B, NL   | Grijsbruin  |
| Frans spikkeldikkopje           | Pyrgus bellieri           | dag       |         | Grijsbruin  |
| Donker spikkeldikkopje          | Pyrgus cacaliae           | dag       |         | Grijsbruin  |
| Westelijk spikkeldikkopje       | Pyrgus carlinae           | dag       |         | Grijsbruin  |
| Witgezoomd spikkeldikkopje      | Pyrgus carthami           | dag       | B, NL   | Grijsbruin  |
| Noords spikkeldikkopje          | Pyrgus centaureae         | dag       |         | Grijsbruin  |
| Turks spikkeldikkopje           | Pyrgus cinarae            | dag       |         | Grijsbruin  |
| Rood spikkeldikkopje            | Pyrgus cirsii             | dag       | NL      | Grijsbruin  |
| Aardbeivlinder                  | Pyrgus malvae             | dag       | B, NL   | Grijsbruin  |
| Zuidelijke aardbeivlinder       | Pyrgus malvoides          | dag       |         | Grijsbruin  |
| Aambeeldspikkeldikkopje         | Pyrgus onopordi           | dag       |         | Grijsbruin  |
| Voorjaarsspikkeldikkopje        | Pyrgus serratulae         | dag       | B       | Grijsbruin  |
| Geelbandspikkeldikkopje         | Pyrgus sidae              | dag       |         | Grijsbruin  |
| Alpenspikkeldikkopje            | Pyrgus warrenensis        | dag       |         | Grijsbruin  |
| Oostelijk kalkgraslanddikkopje  | Spialia orbifer           | dag       |         | Grijsbruin  |
| Groot windedikkopje             | Spialia phlomidis         | dag       |         | Grijsbruin  |
| Kalkgraslanddikkopje            | Spialia sertorius         | dag       | B, NL   | Grijsbruin  |
| Corsicaans kalkgraslanddikkopje | Spialia therapne          | dag       |         | Grijsbruin  |
| Dwergdikkopje                   | Thymelicus acteon         | dag       | B, NL   | Oranjebruin |
| Turks geelsprietdikkopje        | Thymelicus hyrax          | dag       |         | Oranjebruin |
| Zwartsprietdikkopje             | Thymelicus lineola        | dag       | B, NL   | Oranjebruin |
| Geelsprietdikkopje              | Thymelicus sylvestris     | dag       | B, NL   | Oranjebruin |

### Superfamilie:Lycaenoidea

#### Familie:Lycaenidae(Blauwtjes, vuurvlinders en kleine pages)

##### Lycaeninae(Blauwtjes, vuurvlinders en kleine pages)
111 soorten
| Nederlandse naam               | Wetenschappelijke naam      | Vliegtijd | Benelux | Kleurindruk |
| ------------------------------ | --------------------------- | --------- | ------- | ----------- |
| Bruin blauwtje                 | Aricia agestis              | dag       | B, NL   | bruin       |
| Balkan bruin blauwtje          | Aricia anteros              | dag       |         |             |
| Vals bruin blauwtje            | Aricia artaxerxes           | dag       |         | bruin       |
| Moors bruin blauwtje           | Aricia cramera              | dag       |         |             |
| Zwart blauwtje                 | Aricia eumedon              | dag       |         | bruin       |
| Spaans bruin blauwtje          | Aricia morronensis          | dag       |         |             |
| Zilverbruin blauwtje           | Aricia nicias               | dag       |         |             |
| Geraniumblauwtje               | Cacyreus marshalli          | dag       | B, NL   |             |
| Aardbeiboomgroentje            | Callophrys avis             | dag       |         |             |
| Groentje                       | Callophrys rubi             | dag       | B, NL   | groen       |
| Boomblauwtje                   | Celastrina argiolus         | dag       | B, NL   | blauw       |
| Heliotroopblauwtje             | Chilades trochylus          | dag       |         |             |
| Oostelijke zilverstreep        | Cigaritis acamas            | dag       |         |             |
| Zuidelijk staartblauwtje       | Cupido alcetas              | dag       |         | blauw       |
| Staartblauwtje                 | Cupido argiades             | dag       | B, NL   | blauw       |
| Oostelijk staartblauwtje       | Cupido decolorata           | dag       |         | blauw       |
| Moors dwergblauwtje            | Cupido lorquinii            | dag       |         |             |
| Dwergblauwtje                  | Cupido minimus              | dag       | B, NL   | blauw       |
| Zuidelijk dwergblauwtje        | Cupido osiris               | dag       |         | blauw       |
| Bloemenblauwtje                | Glaucopsyche alexis         | dag       | B       | blauw       |
| Spaans bloemenblauwtje         | Glaucopsyche melanops       | dag       |         | blauw       |
| Cypriotisch bloemenblauwtje    | Glaucopsyche paphos         | dag       |         |             |
| Blazenstruikblauwtje           | Iolana iolas                | dag       |         |             |
| Acaciablauwtje                 | Lachides galba              | dag       |         |             |
| Essenpage                      | Laeosopis roboris           | dag       |         | paars       |
| Tijgerblauwtje                 | Lampides boeticus           | dag       | B, NL   | blauw       |
| Klein tijgerblauwtje           | Leptotes pirithous          | dag       |         | blauw       |
| Violette vuurvlinder           | Lycaena alciphron           | dag       |         | oranje      |
| Balkanvuurvlinder              | Lycaena candens             | dag       |         |             |
| Grote vuurvlinder              | Lycaena dispar              | dag       | B, NL   | oranje      |
| Grote vuurvlinder (ondersoort) | Lycaena dispar batava       | dag       | NL      | oranje      |
| Blauwe vuurvlinder             | Lycaena helle               | dag       | B       | oranje      |
| Rode vuurvlinder               | Lycaena hippothoe           | dag       | B, NL   | oranje      |
| Griekse vuurvlinder            | Lycaena ottomanus           | dag       |         |             |
| Kleine vuurvlinder             | Lycaena phlaeas             | dag       | B, NL   | oranje      |
| Oostelijke vuurvlinder         | Lycaena thersamon           | dag       |         |             |
| Felle vuurvlinder              | Lycaena thetis              | dag       |         |             |
| Bruine vuurvlinder             | Lycaena tityrus             | dag       | B, NL   | oranje      |
| Morgenrood                     | Lycaena virgaureae          | dag       | B, NL   | oranje      |
| Gentiaanblauwtje               | Maculinea alcon             | dag       | B, NL   |             |
| Tijmblauwtje                   | Maculinea arion             | dag       | B, NL   | blauw       |
| Donker pimpernelblauwtje       | Maculinea nausithous        | dag       | NL      | blauw       |
| Berggentiaanblauwtje           | Maculinea rebeli            | dag       | B       |             |
| Pimpernelblauwtje              | Maculinea teleius           | dag       | B, NL   |             |
| Eikenpage                      | Neozephyrus quercus         | dag       | B, NL   | paars       |
| Heideblauwtje                  | Plebejus argus              | dag       | B, NL   | blauw       |
| Kroonkruidblauwtje             | Plebejus argyrognomon       | dag       | B       | blauw       |
| Tragantblauwtje                | Plebejus eurypilus          | dag       |         |             |
| Noordelijk mansschildblauwtje  | Plebejus glandon            | dag       |         | blauw       |
| Spaans saffierblauwtje         | Plebejus hesperica          | dag       |         |             |
| Vals heideblauwtje             | Plebejus idas               | dag       | B, NL   | blauw       |
| Azuurblauwtje                  | Plebejus loewii             | dag       |         |             |
| Veenbesblauwtje                | Plebejus optilete           | dag       | NL      | blauw       |
| Alpenblauwtje                  | Plebejus orbitulus          | dag       |         | blauw       |
| Kretablauwtje                  | Plebejus psylorita          | dag       |         |             |
| Oostelijk saffierblauwtje      | Plebejus pylaon             | dag       |         | blauw       |
| Zuidelijk mansschildblauwtje   | Plebejus pyrenaica          | dag       |         |             |
| Alpensaffierblauwtje           | Plebejus trappi             | dag       |         |             |
| Oostelijk esparcetteblauwtje   | Polyommatus admetus         | dag       |         |             |
| Kwartsblauwtje                 | Polyommatus albicans        | dag       |         |             |
| Wikkeblauwtje                  | Polyommatus amandus         | dag       |         | blauw       |
| Grieks icarusblauwtje          | Polyommatus andronicus      | dag       |         |             |
| Grieks esparcetteblauwtje      | Polyommatus aroaniensis     | dag       |         |             |
| Adonisblauwtje                 | Polyommatus bellargus       | dag       | B       | blauw       |
| Spaans bleek blauwtje          | Polyommatus caelestissima   | dag       |         |             |
| Kobaltblauwtje                 | Polyommatus coelestina      | dag       |         |             |
| Bleek blauwtje                 | Polyommatus coridon         | dag       | B, NL   | blauw       |
| Witstreepblauwtje              | Polyommatus damon           | dag       | B       | blauw       |
| Getand blauwtje                | Polyommatus daphnis         | dag       |         | blauw       |
| Frans vachtblauwtje            | Polyommatus dolus           | dag       |         | blauw       |
| Turkooisblauwtje               | Polyommatus dorylas         | dag       | B       | blauw       |
| Bremblauwtje                   | Polyommatus eroides         | dag       |         |             |
| Vlaggewikkeblauwtje            | Polyommatus eros            | dag       |         | blauw       |
| Groot tragantblauwtje          | Polyommatus escheri         | dag       |         | blauw       |
| Spaans esparcetteblauwtje      | Polyommatus fabressei       | dag       |         |             |
| Catalaans vachtblauwtje        | Polyommatus fulgens         | dag       |         |             |
| Calabrisch esparcetteblauwtje  | Polyommatus galloi          | dag       |         |             |
| Nevadaturkooisblauwtje         | Polyommatus golgus          | dag       |         |             |
| Provençaals bleek blauwtje     | Polyommatus hispana         | dag       |         | blauw       |
| Aosta-esparcetteblauwtje       | Polyommatus humedasae       | dag       |         |             |
| Icarusblauwtje                 | Polyommatus icarus          | dag       | B, NL   | blauw       |
| Turks witstreepblauwtje        | Polyommatus iphigenia       | dag       |         |             |
| Taygetosblauwtje               | Polyommatus menelaos        | dag       |         |             |
| Macedonisch esparcetteblauwtje | Polyommatus nephohiptamenos | dag       |         |             |
| Parelmoerblauwtje              | Polyommatus nivescens       | dag       |         |             |
| Macedonisch bleek blauwtje     | Polyommatus philippi        | dag       |         |             |
| Zuidelijk esparcetteblauwtje   | Polyommatus ripartii        | dag       |         | bruin       |
| Klaverblauwtje                 | Polyommatus semiargus       | dag       | B, NL   | blauw       |
| Esparcetteblauwtje             | Polyommatus thersites       | dag       | B       | blauw       |
| Italiaans zilverblauwtje       | Polyommatus virgilia        | dag       |         |             |
| Moors tijmblauwtje             | Pseudophilotes abencerragus | dag       |         |             |
| Sardijns tijmblauwtje          | Pseudophilotes barbagiae    | dag       |         |             |
| Klein tijmblauwtje             | Pseudophilotes baton        | dag       | B       | blauw       |
| Salieblauwtje                  | Pseudophilotes bavius       | dag       |         |             |
| Oostelijk tijmblauwtje         | Pseudophilotes vicrama      | dag       |         |             |
| Kleine sleedoornpage           | Satyrium acaciae            | dag       | B       | bruin       |
| Spaanse eikenpage              | Satyrium esculi             | dag       |         | bruin       |
| Bruine eikenpage               | Satyrium ilicis             | dag       | B, NL   | bruin       |
| Duizendknooppage               | Satyrium ledereri           | dag       |         |             |
| Pruimenpage                    | Satyrium pruni              | dag       | B, NL   | bruin       |
| Wegedoornpage                  | Satyrium spini              | dag       | B       | bruin       |
| Iepenpage                      | Satyrium w-album            | dag       | B, NL   | bruin       |
| Vetkruidblauwtje               | Scolitantides orion         | dag       |         | blauw       |
| Iberisch klein tijmblauwtje    | Scolitantides panoptes      | dag       |         | blauw       |
| Klein christusdoornblauwtje    | Tarucus balkanica           | dag       |         |             |
| Moors christusdoornblauwtje    | Tarucus theophrastus        | dag       |         |             |
| Sleedoornpage                  | Thecla betulae              | dag       | B, NL   | bruin       |
| Groene klaverpage              | Tomares ballus              | dag       |         | oranje      |
| Roemeense klaverpage           | Tomares nogelii             | dag       |         |             |
| Loodkruidblauwtje              | Turanana endymion           | dag       |         |             |
| Amethistblauwtje               | Zizeeria knysna             | dag       |         |             |

##### Riodininae(Prachtvlinders)
1 soort
| Nederlandse naam    | Wetenschappelijke naam | Vliegtijd | Benelux | Kleurindruk |
| ------------------- | ---------------------- | --------- | ------- | ----------- |
| Sleutelbloemvlinder | Hamearis lucina        | dag       | B       | oranje      |

### Superfamilie:Nymphalioidea

#### Familie:Nymphalidae(Vossen, parelmoervlinders en zandoogjes)

##### Libytheinae
1 soort
| Nederlandse naam | Wetenschappelijke naam | Vliegtijd | Benelux | Kleurindruk |
| ---------------- | ---------------------- | --------- | ------- | ----------- |
| Snuitvlinder     | Libythea celtis        | dag       |         |             |

##### Nymphalinae(Vossen en parelmoervlinders)
58 soorten
| Nederlandse naam              | Wetenschappelijke naam                | Vliegtijd | Benelux | Kleurindruk      |
| ----------------------------- | ------------------------------------- | --------- | ------- | ---------------- |
| Kleine vos                    | Aglais urticae (Nymphalis urticae)    | dag       | B, NL   | oranje           |
| Kleine weerschijnvlinder      | Apatura ilia                          | dag       | B, NL   | paars            |
| Grote weerschijnvlinder       | Apatura iris                          | dag       | B, NL   | paars            |
| Landkaartje                   | Araschnia levana                      | dag       | B, NL   | oranje/zwart-wit |
| Bosrandparelmoervlinder       | Argynnis adippe                       | dag       | B, NL   | oranje           |
| Grote parelmoervlinder        | Argynnis aglaja                       | dag       | B, NL   | oranje           |
| Corsicaanse parelmoervlinder  | Argynnis elisa                        | dag       |         | oranje           |
| Tsarenmantel                  | Argynnis laodice                      | dag       |         | oranje           |
| Duinparelmoervlinder          | Argynnis niobe                        | dag       | B, NL   | oranje           |
| Keizersmantel                 | Argynnis paphia                       | dag       | B, NL   | oranje           |
| Kardinaalsmantel              | Argynnis pandora                      | dag       |         | oranje           |
| Veenbesparelmoervlinder       | Boloria aquilonaris                   | dag       | B, NL   | oranje           |
| Arctische parelmoervlinder    | Boloria chariclea                     | dag       |         | oranje           |
| Akkerparelmoervlinder         | Boloria dia                           | dag       | B, NL   | oranje           |
| Ringoogparelmoervlinder       | Boloria eunomia                       | dag       | B       | oranje           |
| Zilvervlek                    | Boloria euphrosyne                    | dag       | B, NL   | oranje           |
| Freija's parelmoervlinder     | Boloria freija                        | dag       |         | oranje           |
| Frigga's parelmoervlinder     | Boloria frigga                        | dag       |         | oranje           |
| Balkanparelmoervlinder        | Boloria graeca                        | dag       |         | oranje           |
| Donkere parelmoervlinder      | Boloria improba                       | dag       |         | grijsbruin       |
| Bergparelmoervlinder          | Boloria napaea                        | dag       |         | oranje           |
| Herdersparelmoervlinder       | Boloria pales                         | dag       |         | oranje           |
| Poolparelmoervlinder          | Boloria polaris                       | dag       |         | oranje           |
| Zilveren maan                 | Boloria selene                        | dag       | B, NL   | oranje           |
| Thors parelmoervlinder        | Boloria thore                         | dag       |         | oranje           |
| Titania's parelmoervlinder    | Boloria titania                       | dag       |         | oranje           |
| Braamparelmoervlinder         | Brenthis daphne                       | dag       | B       | oranje           |
| Dubbelstipparelmoervlinder    | Brenthis hecate                       | dag       |         | oranje           |
| Purperstreepparelmoervlinder  | Brenthis ino                          | dag       | B, NL   | oranje           |
| Pasja                         | Charaxes jasius                       | dag       |         | oranje           |
| Moerasparelmoervlinder        | Euphydryas aurinia                    | dag       | B, NL   | oranje           |
| Witbonte parelmoervlinder     | Euphydryas cynthia                    | dag       |         | oranje           |
| Roodbonte parelmoervlinder    | Euphydryas maturna                    | dag       | B       | oranje           |
| Dagpauwoog                    | Inachis io (Nymphalis io)             | dag       | B, NL   | Kastanjebruin    |
| Kleine parelmoervlinder       | Issoria lathonia                      | dag       | B, NL   | oranje           |
| Kleine ijsvogelvlinder        | Limenitis camilla                     | dag       | B, NL   | zwart-wit        |
| Grote ijsvogelvlinder         | Limenitis populi                      | dag       | B, NL   | bruin            |
| Blauwe ijsvogelvlinder        | Limenitis reducta                     | dag       |         | zwart-wit        |
| Bosparelmoervlinder           | Melitaea athalia                      | dag       | B, NL   | oranje           |
| Steppeparelmoervlinder        | Melitaea aurelia                      | dag       | B, NL   | oranje           |
| Oostelijke parelmoervlinder   | Melitaea britomartis                  | dag       |         | oranje           |
| Veldparelmoervlinder          | Melitaea cinxia                       | dag       | B, NL   | oranje           |
| Spaanse parelmoervlinder      | Melitaea deione                       | dag       |         | oranje           |
| Woudparelmoervlinder          | Melitaea diamina                      | dag       | B, NL   | oranje           |
| Tweekleurige parelmoervlinder | Melitaea didyma                       | dag       | B, NL   | oranje           |
| Westelijke parelmoervlinder   | Melitaea parthenoides                 | dag       |         | oranje           |
| Knoopkruidparelmoervlinder    | Melitaea phoebe                       | dag       |         | oranje           |
| Toortsparelmoervlinder        | Melitaea trivia                       | dag       |         | oranje           |
| Alpenparelmoervlinder         | Melitaea varia                        | dag       |         | oranje           |
| Spireazwever                  | Neptis rivularis                      | dag       |         | zwart-wit        |
| Rouwmantel                    | Nymphalis antiopa                     | dag       | B, NL   | kastanjebruin    |
| Grote vos                     | Nymphalis polychloros                 | dag       | B, NL   | oranje           |
| Gehakkelde vos                | Nymphalis vaualbum                    | dag       |         | oranje           |
| Oostelijke vos                | Nymphalis xanthomelas                 | dag       |         | oranje           |
| Gehakkelde aurelia            | Polygonia c-album (Nymphalis c-album) | dag       | B, NL   | oranje           |
| Zuidelijke aurelia            | Polygonia egea (Nymphalis egea)       | dag       |         | oranje           |
| Atalanta                      | Vanessa atalanta                      | dag       | B, NL   | rood-zwart       |
| Distelvlinder                 | Vanessa cardui                        | dag       | B, NL   | roze             |

##### Satyrinae(Zandoogjes)
123 soorten
| Nederlandse naam            | Wetenschappelijke naam   | Vliegtijd | Benelux | Kleurindruk |
| --------------------------- | ------------------------ | --------- | ------- | ----------- |
| Koevinkje                   | Aphantopus hyperantus    | dag       | B, NL   | donkerbruin |
| Oranje steppevlinder        | Arethusana arethusa      | dag       | B, NL   | oranjebruin |
| Witbandzandoog              | Brintesia circe          | dag       |         | zwart-wit   |
| Heremiet                    | Chazara briseis          | dag       |         | grijsbruin  |
| Bonte heremiet              | Chazara prieuri          | dag       |         | grijsbruin  |
| Tweekleurig hooibeestje     | Coenonympha arcania      | dag       | B, NL   | oranjebruin |
| Corsicaans hooibeestje      | Coenonympha corinna      | dag       |         | oranjebruin |
| Darwins hooibeestje         | Coenonympha darwiniana   | dag       |         | oranjebruin |
| Bleek hooibeestje           | Coenonympha dorus        | dag       |         | oranjebruin |
| Elbahooibeestje             | Coenonympha elbana       | dag       |         | oranjebruin |
| Alpenhooibeestje            | Coenonympha gardetta     | dag       |         | oranjebruin |
| Roodstreephooibeestje       | Coenonympha glycerion    | dag       | B       | oranjebruin |
| Zilverstreephooibeestje     | Coenonympha hero         | dag       |         | oranjebruin |
| Turks hooibeestje           | Coenonympha leander      | dag       |         | oranjebruin |
| Goudooghooibeestje          | Coenonympha oedippus     | dag       |         | oranjebruin |
| Hooibeestje                 | Coenonympha pamphilus    | dag       | B, NL   | oranjebruin |
| Balkanhooibeestje           | Coenonympha rhodopensis  | dag       |         | oranje      |
| Kretahooibeestje            | Coenonympha thyrsis      | dag       |         | oranjebruin |
| Veenhooibeestje             | Coenonympha tullia       | dag       | B, NL   | oranjebruin |
| Cottische zijde-erebia      | Erebia aethiopella       | dag       |         | bruin       |
| Zomererebia                 | Erebia aethiops          | dag       | B, NL   | bruin       |
| Amandeloogerebia            | Erebia alberganus        | dag       |         | bruin       |
| Julische glanserebia        | Erebia calcaria          | dag       |         | bruin       |
| Gewone glanserebia          | Erebia cassioides        | dag       |         | bruin       |
| Simplonbergerebia           | Erebia christi           | dag       |         | bruin       |
| Parelsnoerbergerebia        | Erebia claudina          | dag       |         | bruin       |
| Noordse erebia              | Erebia disa              | dag       |         | bruin       |
| Siberische erebia           | Erebia embla             | dag       |         | bruin       |
| Bergerebia                  | Erebia epiphron          | dag       |         | bruin       |
| Lente-erebia                | Erebia epistygne         | dag       |         | bruin       |
| Alpenbergerebia             | Erebia eriphyle          | dag       |         | bruin       |
| Grote erebia                | Erebia euryale           | dag       |         | bruin       |
| Geelbandbergerebia          | Erebia flavofasciata     | dag       |         | bruin       |
| Gewone zijde-erebia         | Erebia gorge             | dag       |         | bruin       |
| Pyreneeënzijde-erebia       | Erebia gorgone           | dag       |         | bruin       |
| Spaanse glanserebia         | Erebia hispania          | dag       |         | bruin       |
| Cantabrische erebia         | Erebia lefebvrei         | dag       |         | bruin       |
| Boserebia                   | Erebia ligea             | dag       | B, NL   | bruin       |
| Geelvlekbergerebia          | Erebia manto             | dag       |         | bruin       |
| Voorjaarserebia             | Erebia medusa            | dag       | B, NL   | bruin       |
| Kleine bergerebia           | Erebia melampus          | dag       |         | bruin       |
| Zwarte erebia               | Erebia melas             | dag       |         | donkerbruin |
| Donkere erebia              | Erebia meolans           | dag       |         | donkerbruin |
| Alpenzijde-erebia           | Erebia mnestra           | dag       |         | bruin       |
| Marmererebia                | Erebia montana           | dag       |         | donkerbruin |
| Herfsterebia                | Erebia neoridas          | dag       |         | donkerbruin |
| Alpenglanserebia            | Erebia nivalis           | dag       |         | bruin       |
| Bontoogerebia               | Erebia oeme              | dag       |         | bruin       |
| Bulgaarse bergerebia        | Erebia orientalis        | dag       |         | bruin       |
| Oostelijke glanserebia      | Erebia ottomana          | dag       |         | bruin       |
| Asturische erebia           | Erebia palarica          | dag       |         | bruin       |
| Gewone dauwerebia           | Erebia pandrose          | dag       |         | donkerbruin |
| Blinde bergerebia           | Erebia pharte            | dag       |         | bruin       |
| Roeterebia                  | Erebia pluto             | dag       |         | bruin       |
| Poolerebia                  | Erebia polaris           | dag       |         | bruin       |
| Watererebia                 | Erebia pronoe            | dag       |         | bruin       |
| Balkanzijde-erebia          | Erebia rhodopensis       | dag       |         | bruin       |
| Provençaalse erebia         | Erebia scipio            | dag       |         | bruin       |
| Pyreneeëndauwerebia         | Erebia sthennyo          | dag       |         | donkerbruin |
| Karinthische erebia         | Erebia stirius           | dag       |         | bruin       |
| Oostenrijkse erebia         | Erebia styx              | dag       |         | bruin       |
| Karpatenbergerebia          | Erebia sudetica          | dag       |         | bruin       |
| Zuidelijke erebia           | Erebia triaria           | dag       |         | bruin       |
| Zwitserse glanserebia       | Erebia tyndarus          | dag       |         | bruin       |
| Castiliaanse erebia         | Erebia zapateri          | dag       |         | bruin       |
| Kleine schaduwzandoog       | Espararge climene        | dag       |         | oranjebruin |
| Kleine boswachter           | Hipparchia alcyone       | dag       |         | grijsbruin  |
| Zuidelijke heivlinder       | Hipparchia aristaeus     | dag       |         | geelbruin   |
| Karpathosheivlinder         | Hipparchia christenseni  | dag       |         | grijsbruin  |
| Kretaheivlinder             | Hipparchia cretica       | dag       |         | grijsbruin  |
| Grote boswachter            | Hipparchia fagi          | dag       | B, NL   | grijsbruin  |
| Donkere heivlinder          | Hipparchia fatua         | dag       |         | grijsbruin  |
| Gestreepte heivlinder       | Hipparchia fidia         | dag       |         | grijsbruin  |
| Egeïsche heivlinder         | Hipparchia mersina       | dag       |         | grijsbruin  |
| Corsicaanse heivlinder      | Hipparchia neomiris      | dag       |         | grijsbruin  |
| Turkse heivlinder           | Hipparchia pellucida     | dag       |         | grijsbruin  |
| Heivlinder                  | Hipparchia semele        | dag       | B, NL   | grijsbruin  |
| Kleine heivlinder           | Hipparchia statilinus    | dag       | B, NL   | grijsbruin  |
| Balkanboswachter            | Hipparchia syriaca       | dag       |         | grijsbruin  |
| Balkanheivlinder            | Hipparchia volgensis     | dag       |         | grijsbruin  |
| Zuidelijk grauw zandoogje   | Hyponephele lupinus      | dag       |         | oranjebruin |
| Grauw zandoogje             | Hyponephele lycaon       | dag       |         | oranjebruin |
| Grote schaduwzandoog        | Kirinia roxelana         | dag       |         | oranjebruin |
| Rotsvlinder                 | Lasiommata maera         | dag       |         | oranjebruin |
| Argusvlinder                | Lasiommata megera        | dag       |         | oranjebruin |
| Vale argusvlinder           | Lasiommata paramegaera   | dag       |         | oranjebruin |
| Kleine rotsvlinder          | Lasiommata petropolitana | dag       |         | oranjebruin |
| Boszandoog                  | Lopinga achine           | dag       |         | geelbruin   |
| Chios bruin zandoogje       | Maniola chia             | dag       |         | oranjebruin |
| Cypriotisch bruin zandoogje | Maniola cypricola        | dag       |         | oranjebruin |
| Egeïsch bruin zandoogje     | Maniola halicarnassus    | dag       |         | oranjebruin |
| Bruin zandoogje             | Maniola jurtina          | dag       | B, NL   | geelbruin   |
| Turks bruin zandoogje       | Maniola megala           | dag       |         | oranjebruin |
| Sardijns bruin zandoogje    | Maniola nurag            | dag       |         | oranjebruin |
| Levant bruin zandoogje      | Maniola telmessia        | dag       |         | oranjebruin |
| Italiaans dambordje         | Melanargia arge          | dag       |         | zwart-wit   |
| Dambordje                   | Melanargia galathea      | dag       | B, NL   | zwart-wit   |
| Moors dambordje             | Melanargia ines          | dag       |         | zwart-wit   |
| Spaans dambordje            | Melanargia lachesis      | dag       |         | zwart-wit   |
| Oostelijk dambordje         | Melanargia larissa       | dag       |         | zwart-wit   |
| Westelijk dambordje         | Melanargia occitanica    | dag       |         | zwart-wit   |
| Siciliaans dambordje        | Melanargia pherusia      | dag       |         | zwart-wit   |
| Zuidelijk dambordje         | Melanargia russiae       | dag       |         | zwart-wit   |
| Blauwoogvlinder             | Minois dryas             | dag       |         | zwart-wit   |
| Pooltoendravlinder          | Oeneis bore              | dag       |         | geelbruin   |
| Gletsjervlinder             | Oeneis glacialis         | dag       |         | geelbruin   |
| Baltische toendravlinder    | Oeneis jutta             | dag       |         | geelbruin   |
| Noordse toendravlinder      | Oeneis norna             | dag       |         | geelbruin   |
| Bont zandoogje              | Pararge aegeria          | dag       | B, NL   | donkerbruin |
| Ioannina heremiet           | Pseudochazara amymone    | dag       |         | grijsbruin  |
| Witbandheremiet             | Pseudochazara anthelea   | dag       |         | grijsbruin  |
| Macedonische heremiet       | Pseudochazara cingovskii | dag       |         | grijsbruin  |
| Grauwe heremiet             | Pseudochazara geyeri     | dag       |         | grijsbruin  |
| Griekse heremiet            | Pseudochazara graeca     | dag       |         | grijsbruin  |
| Nevadaheremiet              | Pseudochazara hippolyte  | dag       |         | grijsbruin  |
| Roodbandheremiet            | Pseudochazara mniszechii | dag       |         | grijsbruin  |
| Bulgaarse heremiet          | Pseudochazara orestes    | dag       |         | grijsbruin  |
| Spaans oranje zandoogje     | Pyronia bathseba         | dag       |         | oranjebruin |
| Zuidelijk oranje zandoogje  | Pyronia cecilia          | dag       |         | oranjebruin |
| Oranje zandoogje            | Pyronia tithonus         | dag       |         | oranjebruin |
| Kleine saterzandoog         | Satyrus actaea           | dag       |         | bruin       |
| Grote saterzandoog          | Satyrus ferula           | dag       |         | donkerbruin |
| Dubbeloog                   | Ypthima asterope         | dag       |         | grijsbruin  |

##### Danainae(Monarchvlinders)
2 soorten
| Nederlandse naam      | Wetenschappelijke naam | Vliegtijd | Benelux | Kleurindruk |
| --------------------- | ---------------------- | --------- | ------- | ----------- |
| Kleine monarchvlinder | Danaus chrysippus      | dag       | B, NL   | oranje      |
| Monarchvlinder        | Danaus plexippus       | dag       | B, NL   | oranje      |

#### Familie:Papilionidae(Grote pages)
12 soorten
| Nederlandse naam            | Wetenschappelijke naam | Vliegtijd | Benelux | Kleurindruk |
| --------------------------- | ---------------------- | --------- | ------- | ----------- |
| Pijpbloemapollo             | Archon apollinus       | dag       |         | wit         |
| Koningspage                 | Iphiclides podalirius  | dag       | B, NL   | geel/wit    |
| Zuidelijke koninginnenpage  | Papilio alexanor       | dag       |         | geel/wit    |
| Corsicaanse koninginnenpage | Papilio hospiton       | dag       |         | geel        |
| Koninginnenpage             | Papilio machaon        | dag       | B, NL   | geel        |
| Apollovlinder               | Parnassius apollo      | dag       | NL      | wit         |
| Zwarte apollovlinder        | Parnassius mnemosyne   | dag       |         | wit         |
| Kleine apollovlinder        | Parnassius phoebus     | dag       |         | wit         |
| Oostelijke pijpbloemvlinder | Zerynthia cerisy       | dag       |         | wit         |
| Kreta pijpbloemvlinder      | Zerynthia cretica      | dag       |         | wit         |
| Zuidelijke pijpbloemvlinder | Zerynthia polyxena     | dag       |         | geel/wit    |
| Spaanse pijpbloemvlinder    | Zerynthia rumia        | dag       |         | rood-geel   |

### Superfamilie:Papilionoidea

#### Familie:Pieridae(Witjes)
47 soorten
| Nederlandse naam          | Wetenschappelijke naam              | Vliegtijd | Benelux | Kleurindruk |
| ------------------------- | ----------------------------------- | --------- | ------- | ----------- |
| Oranjetipje               | Anthocharis cardamines              | dag       | B, NL   | wit         |
| Oostelijk oranjetipje     | Anthocharis damone                  | dag       |         | wit         |
| Geel oranjetipje          | Anthocharis euphenoides             | dag       |         | wit         |
| Zwavelig oranjetipje      | Anthocharis gruneri                 | dag       |         | wit         |
| Groot geaderd witje       | Aporia crataegi                     | dag       | B, NL   | wit         |
| Zuidelijke luzernevlinder | Colias alfacariensis (C. australis) | dag       | B, NL   | geel        |
| Griekse luzernevlinder    | Colias aurorina                     | dag       |         | geel        |
| Balkanbremvlinder         | Colias caucasica                    | dag       |         | geel        |
| Steppeluzernevlinder      | Colias chrysotheme                  | dag       | NL      | geel        |
| Oranje luzernevlinder     | Colias croceus                      | dag       | B, NL   | geel        |
| Oostelijke luzernevlinder | Colias erate                        | dag       |         | geel        |
| Noordse luzernevlinder    | Colias hecla                        | dag       |         | geel        |
| Gele luzernevlinder       | Colias hyale                        | dag       | B, NL   | geel        |
| Bremvlinder               | Colias myrmidone                    | dag       |         | geel        |
| Vale luzernevlinder       | Colias nastes                       | dag       |         | geel        |
| Veenluzernevlinder        | Colias palaeno                      | dag       | B, NL   | geel        |
| Bergluzernevlinder        | Colias phicomone                    | dag       |         | geel        |
| Vals oranjetipje          | Colotis evagore                     | dag       |         | wit         |
| Oostelijk marmerwitje     | Euchloe ausonia                     | dag       |         | wit         |
| Gestreept marmerwitje     | Euchloe belemia                     | dag       |         | wit         |
| Groen marmerwitje         | Euchloe charlonia                   | dag       |         | geelgroen   |
| Westelijk marmerwitje     | Euchloe crameri                     | dag       | B       | wit         |
| Corsicaans marmerwitje    | Euchloe insularis                   | dag       |         | wit         |
| Geel marmerwitje          | Euchloe penia                       | dag       |         | witgeel     |
| Bergmarmerwitje           | Euchloe simplonia                   | dag       |         | wit         |
| Klein marmerwitje         | Euchloe tagis                       | dag       |         | wit         |
| Cleopatra                 | Gonepteryx cleopatra                | dag       |         | geel        |
| Bestoven citroenvlinder   | Gonepteryx farinosa                 | dag       |         | geel        |
| Citroenvlinder            | Gonepteryx rhamni                   | dag       | B, NL   | geel        |
| Zwartsprietboswitje       | Leptidea duponcheli                 | dag       |         | wit         |
| Oostelijk boswitje        | Leptidea morsei                     | dag       |         | wit         |
| Verborgen boswitje        | Leptidea reali                      | dag       | NL      | wit         |
| Boswitje                  | Leptidea sinapsis                   | dag       | B, NL   | wit         |
| Balkan geaderd witje      | Pieris balcana                      | dag       |         | wit         |
| Groot koolwitje           | Pieris brassicae                    | dag       | B, NL   | wit         |
| Berg geaderd witje        | Pieris bryoniae                     | dag       |         | wit         |
| Canarisch groot koolwitje | Pieris cheiranthi                   | dag       |         | wit         |
| Wedewitje                 | Pieris ergane                       | dag       |         | wit         |
| Schildzaadwitje           | Pieris krueperi                     | dag       |         | wit         |
| Scheefbloemwitje          | Pieris mannii                       | dag       |         | wit         |
| Klein geaderd witje       | Pieris napi                         | dag       | B, NL   | wit         |
| Klein koolwitje           | Pieris rapae                        | dag       | B, NL   | wit         |
| Bergresedawitje           | Pontia callidice                    | dag       |         | wit         |
| Klein resedawitje         | Pontia chloridice                   | dag       |         | wit         |
| Resedawitje               | Pontia daplidice                    | dag       | B, NL   | wit         |
| Oostelijk resedawitje     | Pontia edusa                        | dag       |         | wit         |
| Zuidelijk oranjetipje     | Zegris eupheme                      | dag       |         | wit         |

## Onderorde:Exoporia

#### Familie:Hepialidae(Wortelboorders)
2 soorten
| Nederlandse naam | Wetenschappelijke naam | Vliegtijd | Benelux | Kleurindruk |
| ---------------- | ---------------------- | --------- | ------- | ----------- |
| Hopwortelboorder | Hepialus humuli        | nacht     |         |             |
| Slawortelboorder | Hepialus lupulinus     | nacht     |         |             |